# Joha Heiman
Joha Heiman, née le 28 juin 1911 à Rével (gouvernement d'Estland) et morte le 19 décembre 1999 à Dax, mieux connue sous le surnom de Püppchen, est la compagne et muse estonienne du chanteur et poète français Georges Brassens, qui lui a dédié plusieurs chansons.

## Biographie
Née le 28 juin 1911 dans une famille allemande de la Baltique à Rével (aujourd'hui Tallinn), alors dans l'Empire russe, la future capitale de l'Estonie,, Joha Heiman arrive en France en 1930, à 19 ans. Elle vit à Paris avec sa tante, puis dans une pension de jeunes filles. Elle travaille comme couturière et enseigne l'allemand. Le 18 avril 1935, elle épouse Jean-Paul Ruskoné. L'état civil la désigne sous le prénom de Jocha. Le 7 mai 1935, ils ont un fils, Yves, dit « Yvan » ou « Ivan » (décédé le 19 mars 2017 à Linxe, dans les Landes). Mais le mariage n'est pas heureux et le divorce est prononcé le 6 avril 1954. Joha Heiman rencontre Georges Brassens à Paris en 1947, près de dix ans avant que ce dernier ne devienne connu, et leur histoire d'amour dure plus de trente ans.
Source d'inspiration pour Georges Brassens, certaines des plus belles chansons de ce dernier lui sont dédiées : Je me suis fait tout petit, Saturne, J'ai rendez-vous avec vous, Rien à jeter. Bien qu'amants, ils vivent séparément et ne se marient pas. « J'ai l'honneur de ne pas te demander ta main », écrit Georges Brassens dans sa chanson La Non-demande en mariage (1966) en hommage à Joha Heiman, connue par les admirateurs du chanteur sous le nom de Püpchen (« petite poupée » en allemand, orthographié avec un seul "p" par Georges Brassens).
Joha Heiman meurt le 19 décembre 1999 à Dax. Elle est inhumée aux côtés de Georges Brassens au cimetière du Py à Sète.

## Postérité
Eu égard aux origines estoniennes de Joha Heiman, l'ambassade de France en Estonie a organisé une soirée exposition et concert à Tallinn en 2011.
L'ambassade d'Estonie en France organise en 2014 l'exposition photo « La Dame de ses pensées ». Compagnons de vie : Georges Brassens et sa muse estonienne Joha Heiman. Les photographies présentées dans l'exposition proviennent de la collection de Josée Stroobants, amie et photographe du chanteur, des archives du musée Georges Brassens et des collections privées des proches de Joha Heiman.